# HIP 116454 b
HIP 116454 b أو K2-2 b, هو كوكب خارج المجموعة الشمسية يدور حول النجم HIP 116454 على بعد 55 فرسخ فلكي (180 سنة ضوئية) من الأرض في اتجاه كوكبة الحوت.يبلغ قطرة 32,000 كيلومتر (20,000 ميل) وأكبر من الأرض بحوالي 12 مرة . وقد اكتشفت من قبل مركبة ناسا الفضائية كيبلر وأول كوكب خارج المجموعة الشمسية يكتشف خلال مهمة كيبلر2 . تم الإعلان عن هذا الاكتشاف في 18 ديسمبر 2014. HIP 116454 b ليس لديه تعيين كيبلر قياسي بسبب عدم وجودة في مجال كيبلر الأصلي.